# Ashraf Ghani
Pour les articles homonymes, voir Ghani.
Ashraf Ghani, ou Ashraf Ghani Ahmadzai, né le 19 mai 1949, est un homme d'État afghan. Il est président de la république islamique d'Afghanistan du 29 septembre 2014 au 15 août 2021.
Candidat sans succès à l’élection présidentielle de 2009, il est élu de façon contestée face à Abdullah Abdullah en 2014 et 2019, dans un contexte de guerre. L’offensive des talibans de 2021, provoquée par l’annonce du retrait des troupes américaines, conduit à sa fuite en exil.

## Situation personnelle

### Naissance et origines
Originaire de la province du Lôgar, il est né dans un clan pachtoune d'Ahmadzai au sein de ce qui était alors le royaume d'Afghanistan.

### Formation et carrière

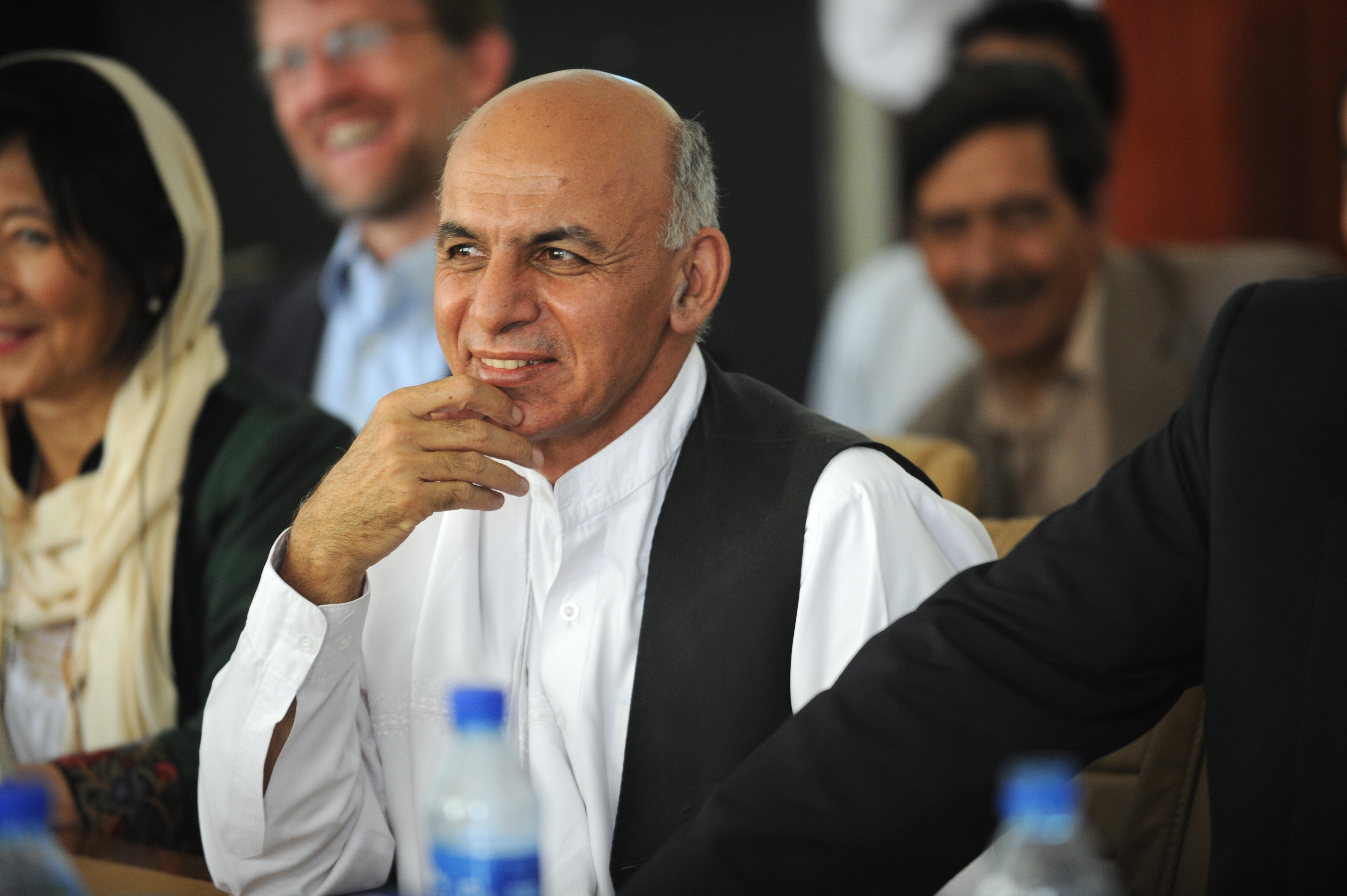
Ashraf Ghani en 2011.

Après avoir étudié à Kaboul, il quitte l'Afghanistan en 1973 pour suivre des études au Liban, à l'université américaine de Beyrouth. À son retour en Afghanistan, il enseigne l'anthropologie de 1974 à 1977 à l'université de Kaboul puis à l'université d'Aarhus (Danemark) en 1977. La même année, il part étudier aux États-Unis à l'université Columbia, dont il sort avec un doctorat en anthropologie.
Le coup d'État communiste de 1978, qui remplace la république d'Afghanistan par la république démocratique d'Afghanistan, l’empêche de retourner dans son pays. En 1983, il obtient le titre de docteur en anthropologie après sa thèse à l'université Columbia, et devient professeur à l'université Berkeley et à l'université Johns-Hopkins.
En 1991, il rejoint la Banque mondiale comme anthropologue, où il est chargé d'étudier « les conséquences sociales de l'aide économique ».

### Vie privée et familiale
Alors qu'il se trouve au Liban pour ses études, en 1973, il rencontre sa future épouse, Rula Saade, une libanaise chrétienne. Ils ont deux enfants : Mariam Ghani (en) et Tariq.
Son frère, Hashmat Ghani Ahmadzai, est le chef de clan des Ahmadzai et le grand chef du Conseil des Kuchis. En 2021, une enquête publiée par l'Organized Crime and Corruption Reporting Project (OCCRP) révèle qu'une société américaine a obtenu en 2014, trois jours après l'élection de son frère, un contrat d'achat de chromite, un minerai extrait illégalement, sans précautions sécuritaires ou environnementales et souvent par des enfants. Le chromite est un « précieux additif anticorrosion » note Le Figaro. L'entreprise possède une filiale afghane dont Hashmat Ghani possède la majorité des parts. L'implication du président Ashraf Ghani au sujet de l'octroi du contrat est probable. Le département de la Défense des États-Unis s'investit dans le projet afin de développer les industries afghanes, fournissant un concasseur et 3,8 millions de dollars d'équipements, tandis que la chromite est traitée dans une base de l'OTAN. Une ONG anticorruption finit par dénoncer l'opération et le Pentagone se retire du programme en 2013, lequel prend fin. En 2019, il est relancé via la filiale afghane.

## Ascension politique

### Premières responsabilités
Après les attentats du 11 septembre 2001 et la chute des talibans, il participe à la reconstruction de l'État afghan, notamment comme conseiller spécial du diplomate algérien Lakhdar Brahimi, alors représentant du secrétaire général de l'ONU dans le pays. Il joue un rôle dans les négociations des accords de Bonn de décembre 2001. Il est ensuite conseiller d'Hamid Karzai, avant de rejoindre, en février 2002, le gouvernement intérimaire afghan dirigé par ce dernier ; il exerce les fonctions de ministre des Finances de juillet 2002 à décembre 2004. Il devient ensuite président de l'université de Kaboul pendant une année. Candidat à l'élection présidentielle de 2009, il termine à la quatrième place avec 2,94 % des voix.

### Élection présidentielle de 2014

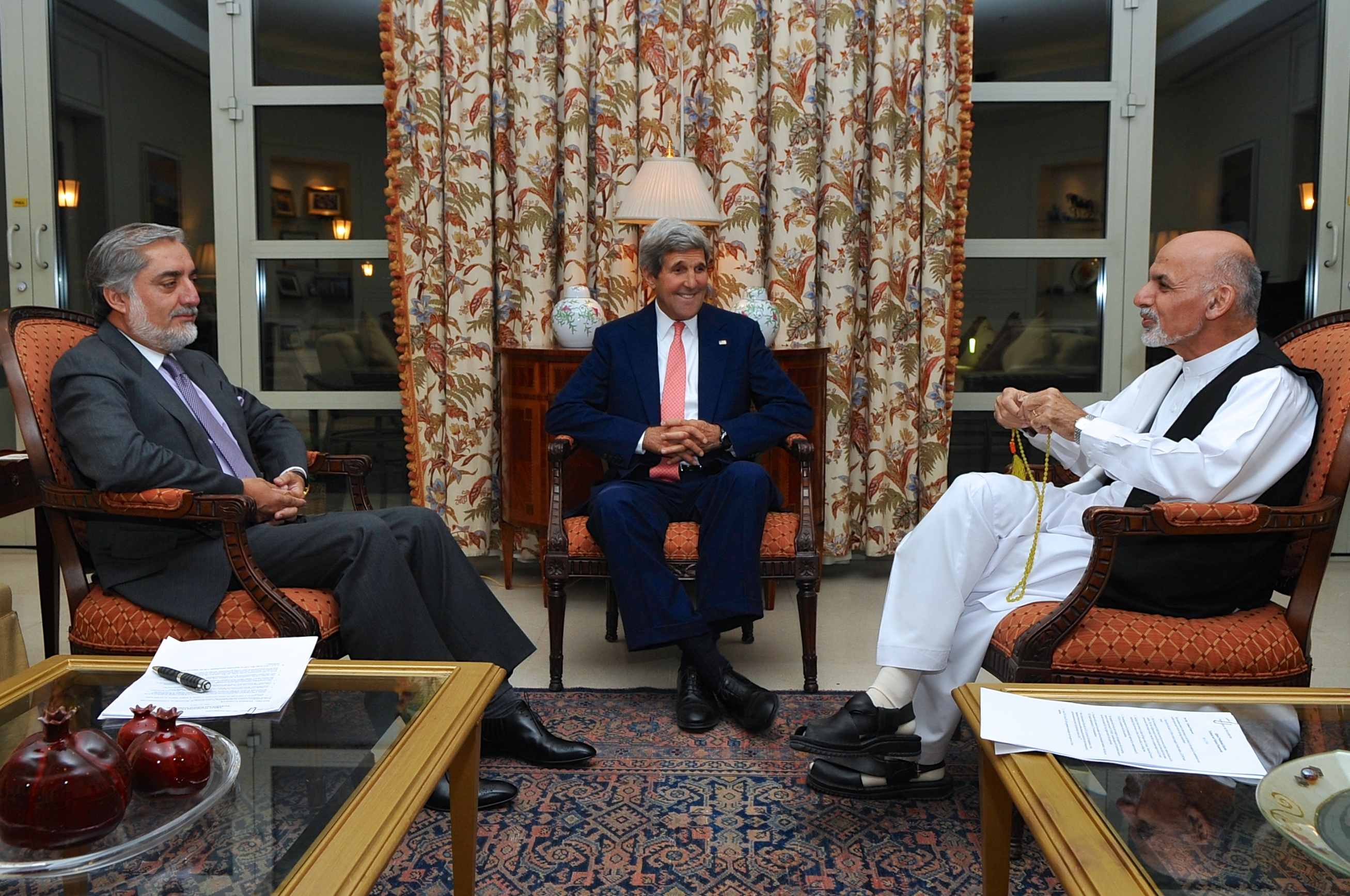
Le secrétaire d'État des États-Unis, John Kerry, rencontrant Ashraf Ghani et Abdullah Abdullah dans le cadre de la crise post-électorale afghane de 2014.

De nouveau candidat à l'élection de 2014, il se place en deuxième position au premier tour, le 5 avril, avec 31,6 % des voix, loin derrière Abdullah Abdullah (45 %). Le 7 juillet suivant, les premiers résultats du second tour qui s'est déroulé le 14 juin sont annoncés par la Commission électorale indépendante et donnent Ghani vainqueur avec 56,4 % des voix. Contrairement au scrutin de 2009, Ashraf Ghani s'est « ré-afghanisé » pour cette élection, notamment en rajoutant à son nom son patronyme tribal « Ahmadzai », en se laissant pousser la barbe, en portant des vêtements traditionnels afghans et en s'alliant avec des personnalités locales, notamment Abdul Rachid Dostom, un « seigneur de la guerre » d'origine ouzbèke controversé qui devient par ailleurs son vice-président,. Une crise politique s'ensuit, Abdullah Abdullah refusant de reconnaître sa défaite. Un accord intervient finalement entre les deux hommes et Abdullah Abdullah devient chef du gouvernement (« chef de l'exécutif »). En décembre 2016, il publie un décret présidentiel faisant de Farkhunda Zahra Naderi sa conseillère principale.

## Président de la République

### Premier mandat

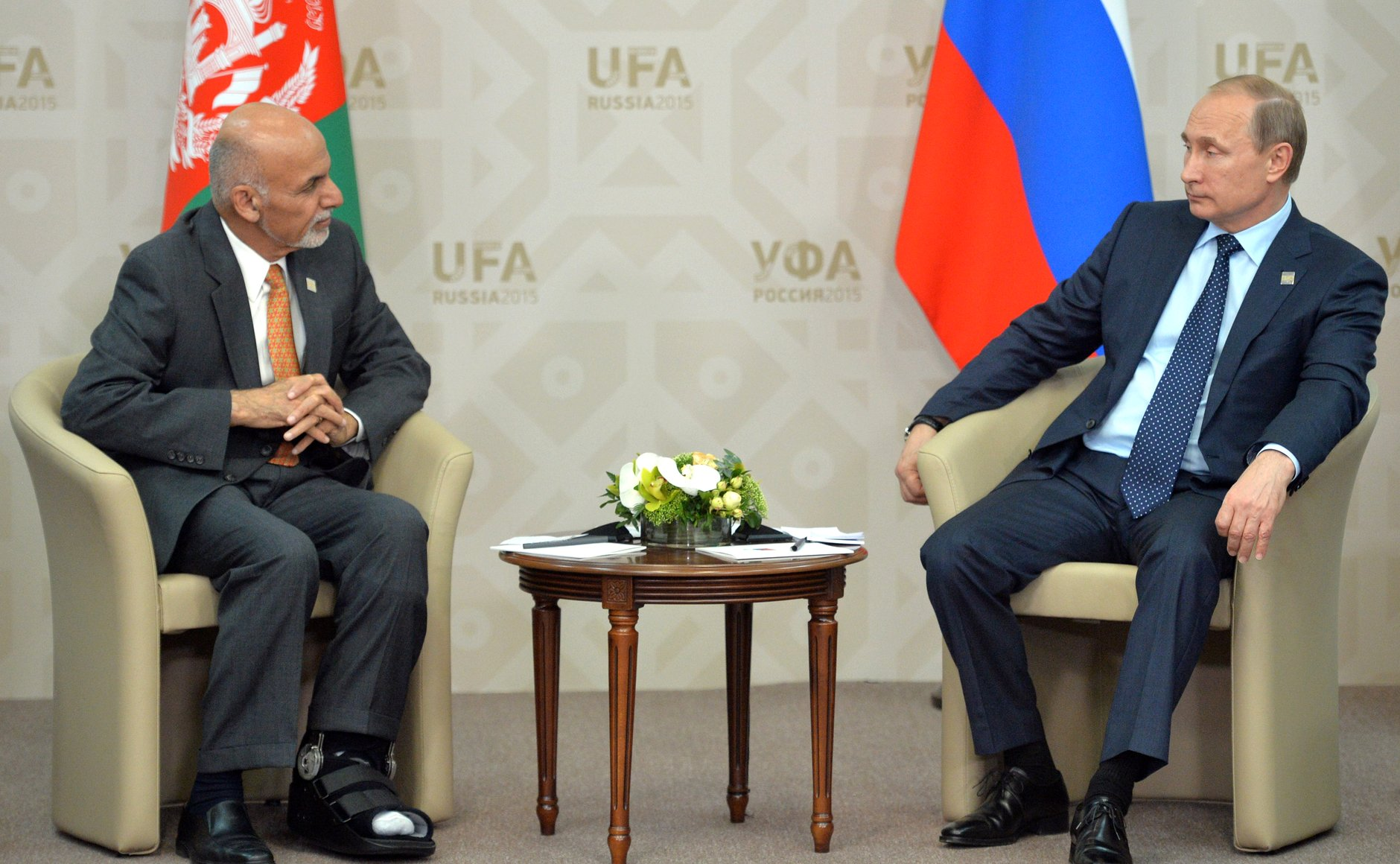
Ashraf Ghani et le président de la fédération de Russie, Vladimir Poutine, en 2015.

Pendant son premier mandat, le pays connait une croissance économique de 3 %, tandis que le taux de chômage reste aux alentours de 9 %. L'inflation connait une baisse sensible, passant de plus de 10 % en 2014 à 0 en 2018, tout comme la dette et le déficit public. Toutefois, l'Afghanistan reste toujours l'un des pays les plus pauvres du globe, et connait toujours un IDH très faible (0,498 en 2017, le pays se classant 168e sur 189 pays),.
Dans un contexte d’indignation mondiale à la suite de l’attentat islamique visant Charlie Hebdo, Ashraf Ghani condamne l’attaque mais aussi la publication de caricatures de Mahomet par le journal français, estimant que ces dessins constituent une « insulte à la religion sacrée de l'islam et au monde musulman ».

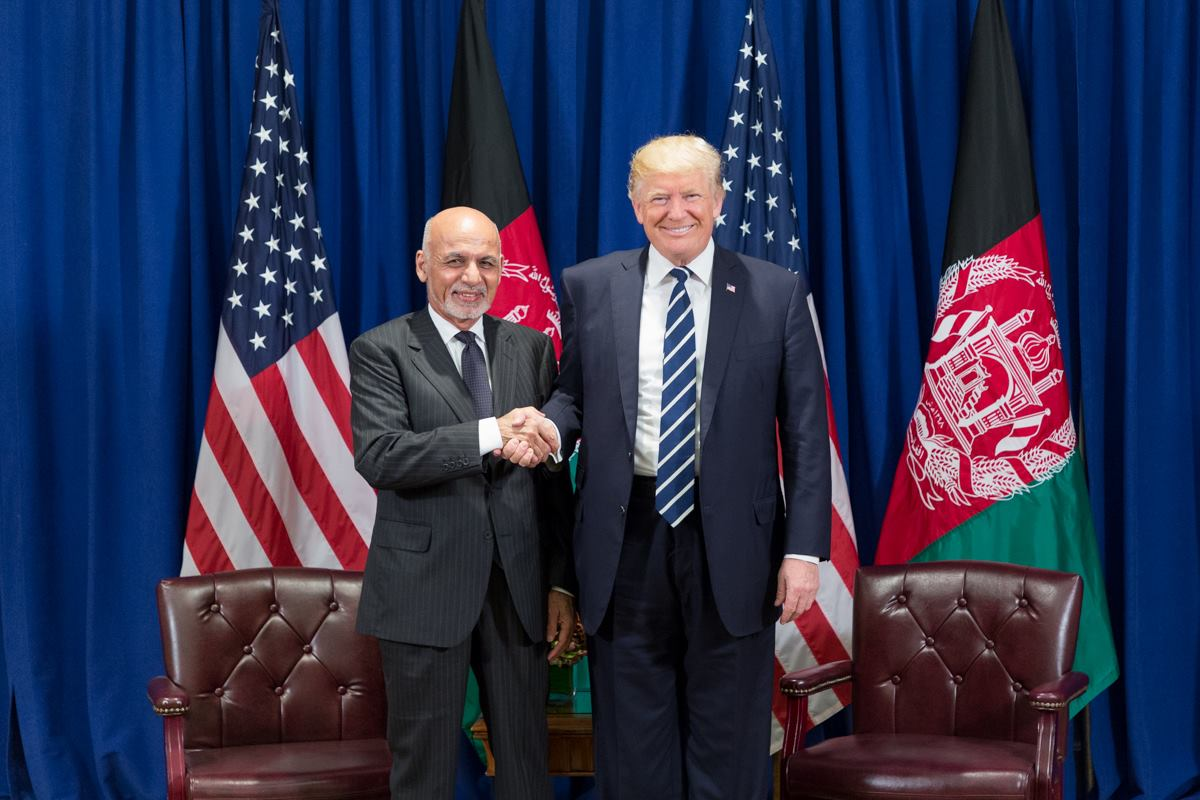
Ashraf Ghani et le président américain, Donald Trump, en 2017.

Le 21 avril 2019, la Cour suprême proroge son mandat, dont le terme est prévu le 22 mai, jusqu'à la prochaine élection présidentielle, repoussée au 28 septembre. Pendant la campagne, un attentat aux abords d'un de ses meetings fait 24 morts et 31 blessés. Le 18 février 2020, la commission électorale afghane annonce qu'Ashraf Ghani est vainqueur de l'élection avec 50,64 % des voix. Abdullah Abdullah, une nouvelle fois candidat contre lui, dénonce des fraudes, refuse de reconnaître les résultats et constitue un gouvernement parallèle. Ashraf Ghani et Abdullah Abdullah prêtent serment le 9 mars, chacun dans une aile du palais présidentiel.

### Second mandat
Le 17 mai 2020, un accord de partage du pouvoir est signé entre le gouvernement officiel de Ghani et le gouvernement parallèle d'Abdullah, dans le but de mettre fin à la crise politique qui dure depuis mars et ainsi améliorer les négociations et la lutte contre les talibans (relancée par les attentats du 12 mai 2020 en Afghanistan) et la pandémie de Covid-19. L'accord prévoit d'accorder la moitié des postes du gouvernement aux membres de l'ancien gouvernement parallèle, dont la fonction de Haut-Négociateur du Conseil pour la réconciliation nationale à Abdullah, en raison de son expérience en tant que diplomate, et la tête des Forces armées afghanes au général Dostum qui l'avait rejoint.
Considéré par ses opposants comme une marionnette des États-Unis, Ashraf Ghani voit son bilan très critiqué, n'ayant pas réussi à tenir les deux promesses qu'il avait faites lors de son arrivée au pouvoir : redresser le pays et en finir avec la corruption.

### Chute

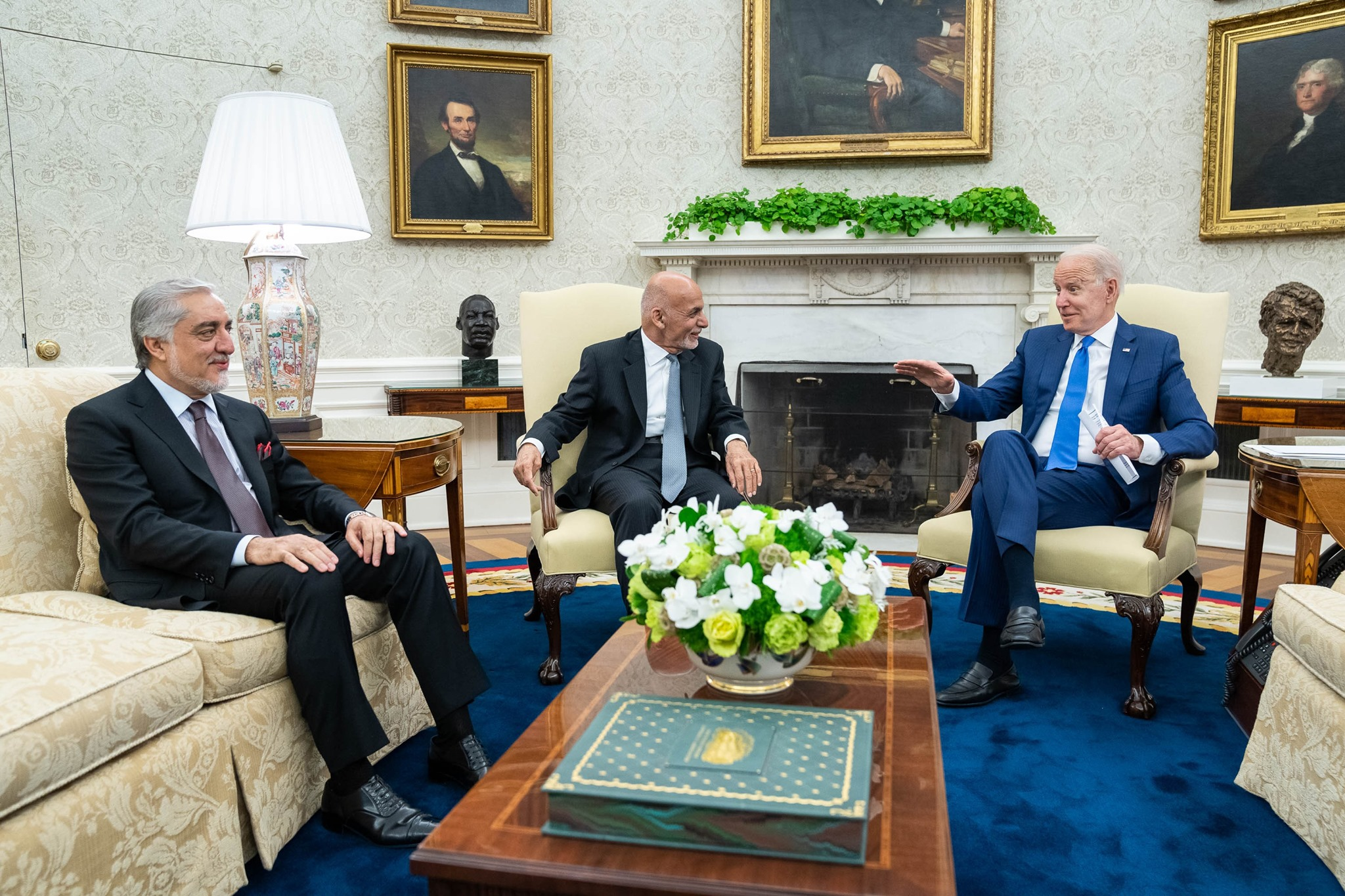
Abdullah Abdullah, Ashraf Ghani et le président des États-Unis, Joe Biden, qui a annoncé peu auparavant le retrait de l’ensemble des troupes de son pays de la guerre d'Afghanistan.

Dans la première moitié du mois d’août 2021, l'offensive talibane — commencée en mai 2021 avec l’annonce du retrait total des troupes américaines par le président Joe Biden — fragilise grandement l’État afghan, qui ne parvient qu’à conserver la capitale et quelques poches de résistance. Ashraf Ghani appelle alors à la « remobilisation » de l’armée et annonce l’ouverture de « consultations » pour trouver « une solution politique ».
Le président Ghani décide finalement de fuir le pays le 15 août, avec sa femme et des soutiens politiques (Fazel Fazly, Hamdullah Mohib), quelques heures avant la chute de Kaboul. Trois mois auparavant, il déclarait pourtant au magazine allemand Der Spiegel : « Aucun pouvoir au monde ne pourra me forcer à prendre un avion et quitter ce pays. C'est un pays que j'aime et je mourrai en le défendant. » Il est accueilli aux Émirats arabes unis.
La république islamique d'Afghanistan est ainsi renversée et tombe dans les mains des talibans. L'émirat islamique d'Afghanistan est rétabli avec Haibatullah Akhundzada à sa tête, en qualité de chef suprême de l'État.

## Après la présidence
Dans un message posté depuis l'étranger le soir même de sa fuite, Ashraf Ghani, qui n’a pas formellement démissionné, écrit : « Les Talibans ont gagné […] et sont à présent responsables de l'honneur, de la possession et de l'auto-préservation de leur pays ».
L'ambassadeur d'Afghanistan au Tadjikistan, Mohammad Zahir Aghbar, a déclaré qu'Interpol devrait appréhender Ghani et ses complices pour détournement de fonds publics, l'accusant d'avoir emporté avec lui une somme de 170 millions de dollars. Ashraf Ghani a démenti ses allégations, pour lesquelles aucune preuve n'a été apportée.